# Scraptia cyclops
Scraptia cyclops es una especie de coleóptero de la familia Scraptiidae.

## Distribución geográfica
Habita en Sudamérica.